# Cnethodonta grisescens
Cnethodonta grisescens är en fjärilsart som beskrevs av Otto Staudinger 1887. Cnethodonta grisescens ingår i släktet Cnethodonta och familjen tandspinnare. Inga underarter finns listade i Catalogue of Life.